# Лілала
Лілала (англ. Lilala) — одна з місцевих громад, що розташована в районі Масеру, Лесото. Населення місцевої ради у 2006 році становило 24 195 осіб.